# 好望角皇家天文台
好望角国家天文台（英語：Observatory, Cape Town）是南非现存最古老的科研机构。它由英国的开普殖民地于1820年建造，现在是南非天文台的总部大楼。
该机构位于开普敦市中心东南方向5公里（3英里）的一座小山上。在该机构成立后的一个世纪内它所处的这片郊区发展起来，这片郊区就以已经存在的皇家天文台命名为天文台区。 它也是国际古迹遗址理事会关于世界遗产的一个研究案例。